# Gesetz zur Ausland-Ausland-Fernmeldeaufklärung des Bundesnachrichtendienstes
Das Gesetz zur Ausland-Ausland-Fernmeldeaufklärung des Bundesnachrichtendienstes (AFABNDG) vom 23. Dezember 2016 ist ein deutsches Artikelgesetz, welches das BND-Gesetz (BNDG) umfangreich, das Telekommunikationsgesetz (TKG) und weitere Gesetze änderte. Mit ihm wurden die Rechtsgrundlage für die Ausland-Ausland-Fernmeldeaufklärung des Bundesnachrichtendienstes (BND) präzisiert und neue Kontrollrechte eingeführt. Dazu wurde das Unabhängige Gremium geschaffen. Das Gesetz enthält zudem eine Erlaubnis zur Neubekanntmachung des BND-Gesetzes.
Am 19. Mai 2020 erklärte das Bundesverfassungsgericht die durch dieses Gesetz vorgenommenen Änderungen des BND-Gesetzes überwiegend für verfassungswidrig, da es gegen das grundrechtliche Fernmeldegeheimnis (Art. 10 Abs. 1 GG) und gegen die Pressefreiheit (Art. 5 Abs. 1 Satz 2 GG) verstößt.

## Gliederung
Das Gesetz gliedert sich wie folgt:
- Artikel 1 Änderung des BND-Gesetzes
- Artikel 2 Änderung des Telekommunikationsgesetzes
- Artikel 3 Folgeänderungen
- Artikel 4 Bekanntmachungserlaubnis
- Artikel 5 Inkrafttreten

## Inhalt
Durch das Gesetz wurde ein „Abschnitt 2 Ausland-Ausland-Fernmeldeaufklärung“ in das BND-Gesetz eingefügt, welcher die §§ 6 bis 18 umfasst. Im Telekommunikationsgesetz wurden die § 110 Abs. 1 und § 114 Abs. 2 S. 1 angepasst. Die Folgeänderungen betrafen unter anderem das Sicherheitsüberprüfungsgesetz, die Nachrichtendienste-Übermittlungsverordnung, das Artikel 10-Gesetz, das AZR-Gesetz, die Strafprozessordnung sowie das Satellitendatensicherheitsgesetz. Diese waren notwendig, da Paragraphen des BND-Gesetzes neu nummeriert wurden. Technische Einzelheiten wurden ergänzend in einer Dienstvorschrift geregelt.
Das Gesetz umfasst im Wesentlichen Anordnungsverfahren für die Ausland-Ausland-Fernmeldeaufklärung. Anders als bei G 10-Maßnahmen soll die anordnende Stelle nicht das Bundesministerium des Innern, für Bau und Heimat, sondern das Bundeskanzleramt sein, da allein der BND betroffen ist. Das Gesetz hat ein unabhängiges Gremium mit Kontrollrechten zur Ausland-Ausland-Fernmeldeaufklärung geschaffen. Da die Nutzung von Telekommunikationsmerkmalen von Unionsbürgern nur unter besonderen Voraussetzungen zulässig ist, werden diese durch das Gesetz geschützt. Die Speicherung von Verkehrsdaten zur (präventiven) Erkennung neuer Gefährder ist mit dem Gesetz bis zu sechs Monaten möglich. Durch die Möglichkeit der automatisierten Übermittlung von Informationen an ausländische Stellen und der gemeinsamen Datenhaltung mit diesen wurde die internationale Zusammenarbeit unter anderem im Bereich der Terroraufklärung gestärkt.

## Hintergrund
Der gesetzliche Auftrag des Bundesnachrichtendienstes (BND) ist die Gewinnung von Erkenntnissen über das Ausland, die von außen- und sicherheitspolitischer Bedeutung für die Bundesrepublik Deutschland sind (§ 1 Abs. 2 S. 1 BNDG). Ein wesentliches Instrument zur Erfüllung dieses Auftrags ist die strategische Fernmeldeaufklärung von Ausländern im Ausland vom Inland aus (sogenannte „Ausland-Ausland-Fernmeldeaufklärung“). Durch diese kann der BND ohne Zeitverzug aktuelle und authentische Informationen erlangen und damit besonders wichtige auftragsrelevante Erkenntnisse aus internationalen Datenströmen gewinnen. Inhaltlich geht es dabei um die strategische, das heißt an internationalen und übergeordneten, für die Sicherheits- und Außenpolitik der Bundesrepublik Deutschland bedeutsamen Themen wie zum Beispiel internationaler Terrorismus, Proliferation von Massenvernichtungswaffen und Trägersystemen, internationale organisierte Kriminalität sowie politische Lageentwicklung in bestimmten Ländern ausgerichtete Aufklärung.
Der BND stützte sich vor diesem Gesetz bei der Durchführung der Ausland-Ausland-Fernmeldeaufklärung auf § 1 Abs. 2 S. 1 BNDG. Als Konsequenz aus der rechtspolitischen Debatte im Jahr 2016 sollten im Interesse der Rechtssicherheit, auch für die mit der Aufgabe der strategischen Fernmeldeaufklärung betrauten Mitarbeiter des BND, die bestehende Rechtslage präzisiert und spezielle rechtliche Grundlagen für die Ausland-Ausland-Fernmeldeaufklärung sowie eine diesbezügliche Kooperation mit ausländischen Nachrichtendiensten geschaffen werden. Auch die gemeinsame Datenhaltung mit diesen sollte auf eine spezielle Rechtsgrundlage gestellt werden.

## Gesetzgebungsverfahren
Das Gesetz hat das deutsche Gesetzgebungsverfahren durchlaufen. Die Gesetzesinitiative ging von der Fraktion der CDU/CDU und der SPD-Fraktion aus. Ein gleichlautender Gesetzentwurf der Bundesregierung vom 12. August 2016, der Begründung und Stellungnahme des Nationalen Normenkontrollrates von der Bundesregierung an den damaligen Präsidenten des Bundesrats, Stanislaw Tillich, übermittelt und für den die besondere Eilbedürftigkeit (Art. 76 Abs. 2 S. 4 GG) erklärt wurde, wurde später verworfen.
Der Entwurf wurde in erster Lesung im Deutschen Bundestag zur Beratung an den Innenausschuss, den Ausschuss für Recht und Verbraucherschutz, den Verteidigungsausschuss und den Haushaltsausschuss überwiesen. Der federführende Innenausschuss hat zu dem Gesetzentwurf eine öffentliche Anhörung in seiner 89. Sitzung am 26. September 2016 durchgeführt, an der sich sechs Sachverständige beteiligt haben. Stellungnahmen zum Gesetzentwurf haben Klaus Ferdinand Gärditz von der Universität Bonn, Kurt Graulich, Richter am Bundesverwaltungsgericht a. D., Thorsten Wetzling von der Stiftung Neue Verantwortung, der damalige BND-Präsident Gerhard Schindler, Eric Töpfer vom Institut für Menschenrechte, Heinrich Amadeus Wolff von der Universität Bayreuth, Matthias Bäcker vom Karlsruher Institut für Technologie, die Rundfunkanstalten sowie Medienverbände gemeinsam, Andrea Voßhoff als Bundesbeauftragte für den Datenschutz und die Informationsfreiheit, der Parlamentarische Beirat für nachhaltige Entwicklung sowie Bertold Huber, stellvertretender Vorsitzender der G 10-Kommission, abgegeben.
Der federführende Innenausschuss empfahl am 19. Oktober 2016, gegen die Stimmen der Fraktionen Die Linke und Bündnis 90/Die Grünen, den Gesetzentwurf unverändert anzunehmen. In der Aussprache zum Gesetzentwurf in der zweiten Lesung im Plenum des Bundestages am 21. Oktober 2016, für die 38 Minuten vorgesehen waren, redeten Nina Warken (CDU), Martina Renner (Die Linke), Christian Flisek (SPD), Konstantin von Notz (Bündnis 90/Die Grünen), Clemens Binninger (CDU) und Andrea Lindholz (CDU/CSU). In der direkt anschließenden dritten Lesung wurde der Entwurf, in der Fassung der Beschlussempfehlung des Innenausschusses, mit den Stimmen der Koalitionsfraktionen gegen die Stimmen der Opposition und zwei Gegenstimmen aus der SPD angenommen. Der Bundesrat beschloss in seiner 950. Sitzung am 4. November 2016, den Vermittlungsausschuss nicht anzurufen.
Das Gesetz vom 23. Dezember 2016 (Erlassdatum) wurde vom damaligen Bundespräsidenten, Joachim Gauck, ausgefertigt, von der Bundeskanzlerin, Angela Merkel und dem Bundesminister für besondere Aufgaben, Peter Altmaier, gegengezeichnet und am 30. Dezember 2016 im Bundesgesetzblatt verkündet. Es trat am Folgetag in Kraft.
Der Abgeordnete Tankred Schipanski (CDU/CSU) gab zum Gesetzentwurf eine Erklärung nach § 31 der Geschäftsordnung des Deutschen Bundestages ab. Darin erklärte er, dass die Gesetzesnovellierung in keinem Zusammenhang mit den Erkenntnissen des 1. Untersuchungsausschusses („NSA“) der 18. Wahlperiode stehe. Der Untersuchungsausschuss habe während seiner Arbeit festgestellt, dass die gegenwärtigen allgemeinen Aufgabenzuschreibungen (§ 1 Abs. 2 BNDG) und die allgemeinen Befugnisse (§ 1 Abs. 1 BNDG) eine taugliche Rechtsgrundlage für die „Ausland-Ausland-Fernmeldeaufklärung“ darstellten. Auch wäre bisher kein rechtswidriges Verhalten des Bundesnachrichtendienstes mit Blick auf diese Befugnisnorm bzw. bei der „Ausland-Ausland-Fernmeldeaufklärung“ festgestellt worden. Die eingebrachten Änderungsanträge mit Blick auf die Rechtsgrundlage beruhten lediglich auf den Wünschen einzelner Praktiker, die sich eine Konkretisierung ihrer Befugnisse erbeten hätten. Dieser Bitte komme der Gesetzgeber mit der Novellierung nach. Sie diene insbesondere dazu, die Nachrichtendienste weiterhin in ihrer schon bisher überaus zuverlässigen und ausgesprochen wichtigen Arbeit zu unterstützen, die angesichts der vielfältigen terroristischen Bedrohungen von höchster Bedeutung für die Sicherheit der Bevölkerung in Deutschland und Europa sei.
Zeitgleich mit dem Gesetz wurde das Gesetz zur weiteren Fortentwicklung der parlamentarischen Kontrolle der Nachrichtendienste des Bundes beraten und verabschiedet, welches am 7. Dezember 2016 in Kraft trat.